# São José dos Campos
São José dos Campos és un municipi brasiler a l'Estat de São Paulo localitzat a la Vall de Paraíba. És considerada el major centre d'investigacions en alta tecnologia de Llatinoamèrica, automobilístic i de telecomunicacions, material bèl·lic, electrònics i material elèctric, metal·lúrgica i seu del major complex aeroespacial d'Amèrica Llatina. Aquí estan instal·lades importants multinacionals com Philips, Panasonic, Johnson & Johnson, General Motors (GM), Petrobras, Ericsson, Monsanto Company, la seu d'Embraer, amb la tercer pista d'avions més llarga del món, entre altres companyies més. En el sector aeroespacial destaca el Centre de Tecnologia Aeroespacial - CTA, l'Institut Nacional de Perquisicions Espacials - INPE, i altres institucions. És la setena ciutat de l'Estat en població total.
Segons estudi de les Nacions Unides de 1999, São José dos Campos va ser classificada com una de les 25 millors ciutats de Brasil quant a qualitat de vida. Amb la seva alta renda per capita, gran expectativa de vida i infraestructura d'alt nivell, São José dos Campos és una ciutat segura que ofereix una gran varietat de comerços i serveis.